# Loi de modernisation de l'économie
Pour les articles homonymes, voir LME.
Lire en ligne

Lire sur Légifrance

La loi de modernisation de l'économie (LME) est une loi du 4 août 2008, publiée au JORF du 5 août, constituée de quatre grands volets : encourager les entrepreneurs tout au long de leur parcours, relancer la concurrence, renforcer l’attractivité du territoire et améliorer le financement de l’économie.
Elle a pour ambition de « stimuler la croissance et les énergies (l'emploi), en levant les blocages structurels et règlementaires que connaît l’économie de la France ». La loi a été adoptée par le parlement le 23 juillet 2008. Elle reprend en partie, parfois en les adaptant, les préconisations de la commission Attali.  

## Contenu

### Délais de paiement
Plafonnement des délais de paiement à soixante jours (identifiable sur des factures par la date d'échéance) afin de réduire le Crédit inter-entreprises. Pratiquement, la LME impose que les délais de paiement doivent être au maximum de 60 jours nets ou de 45 jours fin de mois à compter de la date d’émission de la facture. En cas d’absence de délais de paiement indiqués dans les Conditions Générales de Vente (CGV), le délai supplétif est de 30 jours à compter de la date de livraison de la marchandise ou de la réalisation de la prestation de service.
La loi doit être appliquée dans tous ses aspects :
- raccourcissement des délais de paiement ;
- pénalités à payer spontanément par le débiteur non respectueux de la loi ;
- sanctions pénales et civiles.

Elle est d'ordre public, elle s'applique à tous les acteurs économiques quels qu’ils soient. Des délais de transition sectorielle peuvent être définis par accord entre les organisations représentatives du secteur, validés par l'administration et publiés au journal officiel.
Nota bene : en phase de resserrement du crédit, il est primordial, pour tous les chefs d'entreprise, de contrôler la situation en matière de paiements tardifs.
- Depuis le 1er janvier 2015, retour des 12 semaines de soldes par an : 6 semaines en hiver, 6 semaines en été.
- Conditions d'implantation des grandes surfaces.

### Urbanisme commercial
La loi de modernisation de l'économie procède à une réforme majeure de l'urbanisme commercial; il faut notamment noter que désormais les créations de grandes surfaces commerciales (ou réaménagements de surfaces) de moins de 1 000 m2 ne seront plus soumises à autorisation préalable d'exploitation commerciale. La limite de 300 m2 prévue dans le cadre de la loi Raffarin de 1996 est supprimée.
- Généralisation et ouverture de la fiducie.

### Introduction de la notion anglo-saxonne de trust ou de fiducie en droit français
L'article 18 de la loi de modernisation de l'économie prévoit qu'une ordonnance permette aux personnes physiques de constituer une fiducie à des fins de garantie et de gestion et étendre corrélativement aux avocats la qualité de fiduciaire (le contrat s'éteindra de plein droit si le professionnel fait l'objet d'une mesure d'interdiction d'exercer cette profession soit à titre temporaire soit à titre permanent). Il porte par ailleurs la durée maximale de la fiducie de 33 à 99 ans. L'ensemble de ces dispositions est applicable à compter du premier janvier 2009.
- Modification du régime des sociétés par actions simplifiées (SAS).

La LME supprime l'exigence d'un capital minimum pour les SAS (article 59 de la loi), le capital social est désormais « fixé par les statuts ». La nomination d'un commissaire aux comptes n'est plus obligatoire que, comme pour les SARL, si sont dépassés deux des trois seuils fixés par décret (chiffre d’affaires supérieur à 2 millions d'euros, bilan supérieur à 1 million d'euros, nombre de salariés supérieur à 20). Il sera désormais permis d'émettre conformément aux dispositions de l'article 1843-2 du code civil des actions en rémunération d'apports en industrie. Ces actions seront inaliénables et soumises à l'évaluation d'un commissaire aux comptes.

### Simplification de la luttes contre les clauses abusives
Lutte contre les clauses abusives simplifiée.

### Création d'un «kit de l'auto-entrepreneur»
Le régime de l'auto-entrepreneur vise à permettre à tout salarié du privé ou du public d'exercer en parallèle une activité indépendante déclarée en bénéficiant d'une simplification des démarches administratives et fiscales.

### Elargissement du domaine de la «déclaration d'insaisissabilité de la résidence principale»
Il y a élargissement de la déclaration d'insaisissabilité à tous les biens immobiliers de l'entrepreneur individuel.
- Régime fiscal des « sociétés de personnes »[2],[3].

### Compétence juridictionnelle en matière de propriété intellectuelle
La loi de modernisation de l'économie confirme la compétence exclusive de TGI spécialisés en matière de contestations relatives à certains droits de propriété intellectuelle : droits de propriété littéraire et artistique, dessins et modèles, marques. Elle étend cette spécialisation aux indications géographiques (article 135).

### Mesures fiscales
- Modification du taux d'imposition des cessions de droits sociaux et des cessions de fonds de commerce.

Le taux des droits de mutation portant sur les cessions de droits sociaux sera désormais de 3 % (article 726, I, 1° du CGI), taux intermédiaire entre celui applicable jusqu'ici aux cessions d'actions (1,1 %) et celui jusqu'ici applicable aux cessions de parts sociales de sociétés dont le capital n'est pas divisé en actions (5 %).
La loi de modernisation de l'économie aménage le barème de taxation des cessions de fonds de commerce de droit commun afin de maintenir un régime comparable à celui des cessions de parts de sociétés dont le capital n'est pas divisé en actions et ramène de 5 % à 3 % le taux global d'imposition pour la fraction de valeur taxable comprise entre 23 000 et 200 000 euros la fraction jusqu'à 23 000 euros restant non imposable et celle excédant 200 000 euros taxée au taux de 5 %.
- Modification de la Taca (taxe d'aide au petit-commerce et à l'artisanat) pour créer la Tascom (taxe sur les surfaces commerciales).

- Les sociétés de capitaux SA, SAS et SARL non cotées créées depuis moins de 5 ans et détenues à hauteur de 50 % au moins par une ou des personnes physiques pourront sous certaines conditions opter pour un régime de « société de famille » permettant d'imputer d'éventuels déficits directement sur le revenu des personnes physiques. Ainsi, les sociétés de capitaux à un effectif de moins de 50 salariés et un chiffre d’affaires annuel inférieur à 10 millions d’euros, et compte tenu des autres conditions, peuvent effectivement opter pour le régime IR au lieu d'IS. Dans des opérations d'acquisition des entreprises par des particuliers, si la cible a opté pour ce régime, les intérêts de l'emprunt pour effectuer l'acquisition deviennent déductibles.

- Modifications des plafonds fiscaux par rapport au chiffre d’affaires, réel simplifié, à partir du 1er janvier 2009,  pour bénéficier du régime micro-BIC (introduction du nouveau statut d'auto-entrepreneur) :
  - 80 000 € pour les ventes de produits (76 300 € auparavant) ;
  - 32 000 € pour les prestations de services (27 000 € auparavant).

La LME introduit l'obligation de fournir un numéro non surtaxé au consommateur pour la bonne exécution du contrat et pour les réclamations.

## Éléments proposés et non retenus dans la loi

### Les recours collectifs de consommateurs ouclass actions
- Le recours collectif (class-actions en anglais) est supprimé du texte. Le secrétaire d'État à la consommation et porte-parole du gouvernement, Luc Chatel, s'était engagé à présenter aux députés un nouveau projet de loi sur les actions de groupe avant la fin de l'année 2008, sans en préciser la date[5]. Ce dernier est à l'origine du dépôt le 26 avril 2006, de la proposition de loi no 3055 à l'Assemblée nationale[6]. Les recours collectif (class-actions en anglais) font leur retour dans un projet de loi en 2013, proposé par le gouvernement socialiste Français.

### Limitation du prix unique du livre
- Un amendement avait été déposé par Jean Dionis du Séjour (Nouveau Centre) et Christian Kert (UMP) pour réduire la garantie du prix unique du livre des deux ans prévu par la loi Lang à un an, mais il n'a pas été retenu[7].